# Crocothemis divisa
Crocothemis divisa é uma espécie de libelinha da família Libellulidae.
Pode ser encontrada nos seguintes países: Angola, Botswana, Burkina Faso, Camarões, República do Congo, República Democrática do Congo, Costa do Marfim, Guiné Equatorial, Gâmbia, Gana, Guiné, Quénia, Libéria, Madagáscar, Malawi, Moçambique, Namíbia, Níger, Nigéria, Senegal, Serra Leoa, Sudão, Tanzânia, Togo, Uganda, Zâmbia, Zimbabwe e possivelmente em Burundi.
Os seus habitats naturais são: florestas subtropicais ou tropicais húmidas de baixa altitude, matagal árido tropical ou subtropical, matagal húmido tropical ou subtropical, rios, rios intermitentes, áreas húmidas dominadas por vegetação arbustiva, marismas de água doce e marismas intermitentes de água doce.